# ウエストナイルウイルス
ウエストナイルウイルス（West Nile virus、WNV）とは、フラビウイルス科フラビウイルス属に属するRNAウイルスの一種である。ウエストナイル熱の病原体であり、主にイエカを媒介とする。西ナイルウイルス、ウエストナイル熱ウイルスと呼称されることもある。血清学的には、日本脳炎ウイルスと同じ血清型群に分類される。

## 構造

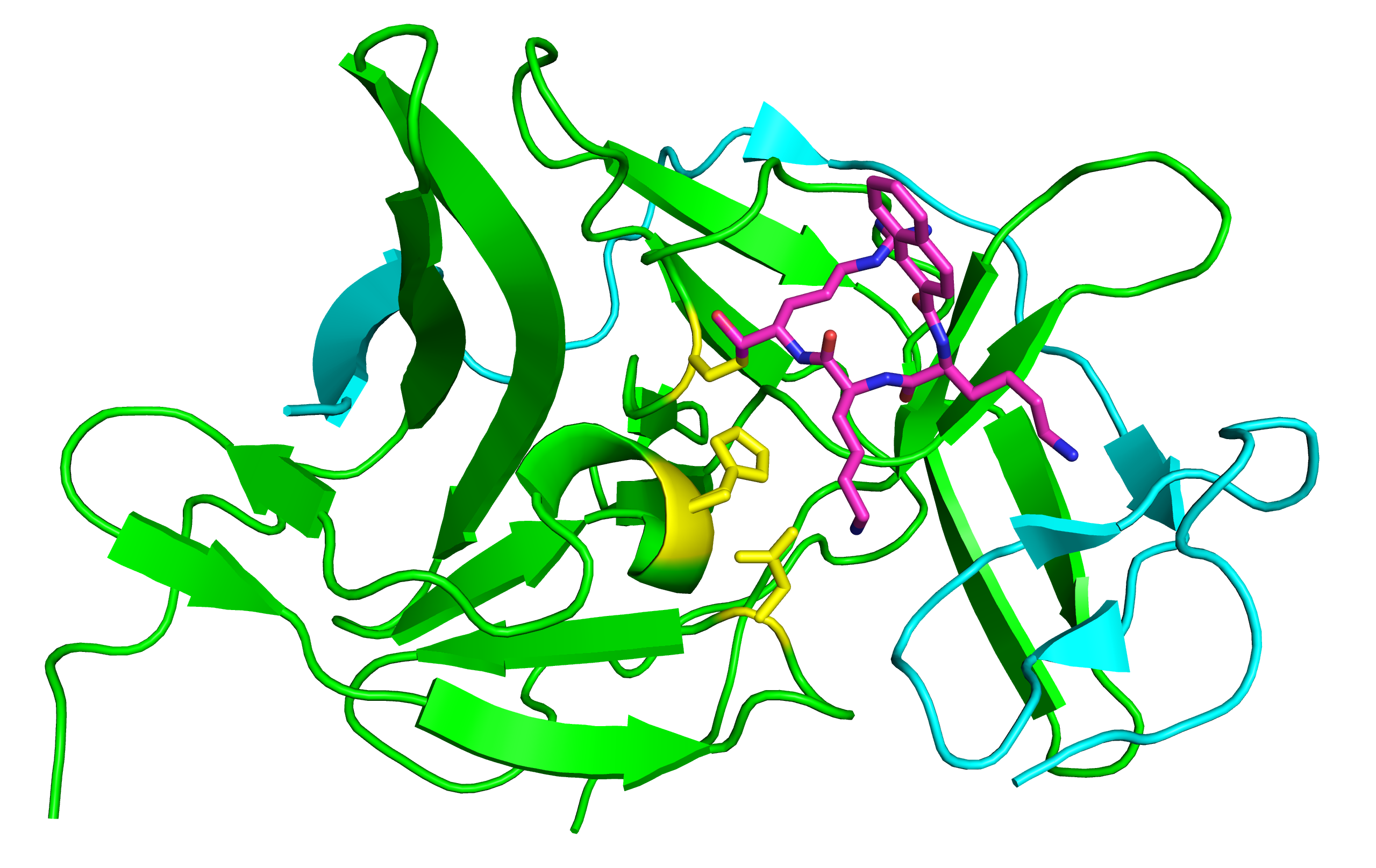
ウエストナイルウイルスのNS2B-NS3プロテアーゼのリボン図

他のフラビウイルスと同様に、ウエストナイルウイルスは正二十面体対称のエンベロープを持つウイルスである。低温電子顕微鏡法と三次元再構成により、フラビウイルス属の1種であるデングウイルス同様、表面が比較的滑らかなタンパク質の殻によって覆われた、45 - 50 nm程の大きさのビリオンであることが判明している。このタンパク質の殻は糖タンパク質であるEと、小さい膜タンパク質であるMという2種類のタンパク質から構成されている。このうちEには、受容体の結合やウイルスの付着、膜の融合による細胞への侵入などといった役割がある。
RNAゲノムは、105アミノ酸残基からなるカプシド（C）タンパク質と結合し、ヌクレオカプシドを形成する。このカプシドタンパク質は、感染した細胞で最初に合成されるタンパク質であり、ゲノムRNAをウイルスに詰め込むことを主な目的とした構造タンパク質である。また、カプシドはPI3K/Akt経路を活性化させることで、アポトーシスを防ぐ働きを持つことも判明している。
ヌクレオカプシドは、エンベロープとも呼ばれる宿主由来の膜で覆われている。この膜には、デングウイルスの解析結果から、コレステロールとホスファチジルセリンの成分が含まれていることが判明しているものの、その他の構成成分は現在も判明していない。この膜はシグナル伝達分子として働くため、ウイルス感染において重要な役割を果たしている。特にコレステロールは、宿主の細胞に侵入する際に必要不可欠な役割を果たすことが判明している。最外層の殻を構成しているタンパク質E、Mは、この膜に挿入されている。

### ゲノム

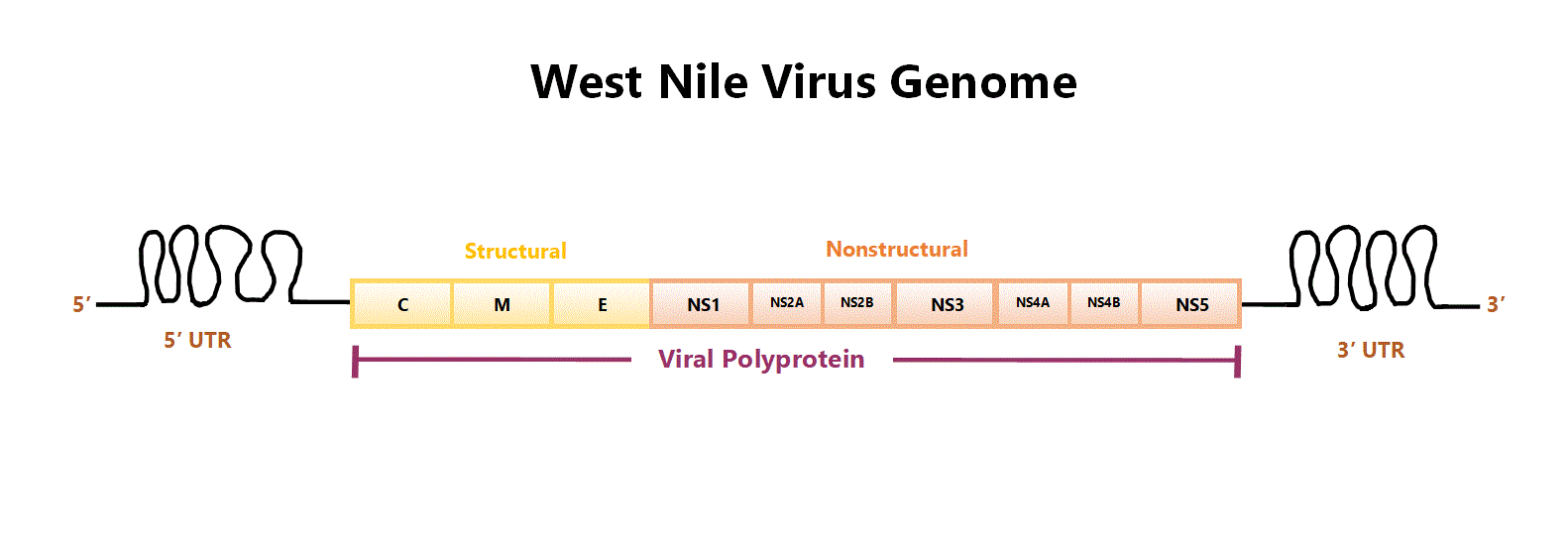
ウエストナイルウイルスのゲノム

ウエストナイルウイルスは、一本鎖プラス鎖RNAウイルスである。ゲノムは約1万1000塩基の単一のオープンリーディングフレームから構成され、その5'末端と3'末端には隣接してノンコーディングステムループ構造が存在している。それぞれ5'末端側が約100塩基長、3'末端側が約600塩基長である。ゲノムのコーディング領域は、3種類の構造タンパク質をコードする遺伝子と、7種類の非構造タンパク質をコードする遺伝子で構成されている。ゲノムはポリプロテインとして翻訳された後、ウイルスと宿主のプロテアーゼによって、NS1、C、Eといったタンパク質へと切断される。

### 構造タンパク質
構造タンパク質C、prM/M、Eは、それぞれカプシド、前駆体膜タンパク質、エンベロープタンパク質である。これらの構造タンパク質のコード領域は、ゲノムの5'末端側に位置している。
| 構造タンパク質 | 特徴 |
| -------------- | --- |
| C              | カプシドタンパク質であり、RNAゲノムを包み込み、未成熟のビリオンにゲノムを詰め込む役割を持つ。 |
| prM/M          | prMはMの前駆体であり、ウイルスが成熟する途中に転換酵素であるフリンによって、膜タンパク質Mへと切断される。Mタンパク質の存在によってウイルスの細胞侵入に関与するタンパク質が活性化されるため、Mタンパク質を持つウイルスが感染力を持つ。 |
| E              | エンベロープを形成する糖タンパク質であり、細胞へと侵入するために宿主の細胞の表面にある受容体と結合する。 |

### 非構造タンパク質
非構造タンパク質はNS1、NS2A、NS2B、NS3、NS4A、NS4B、NS5からなり、主にウイルスの複製を補助したり、プロテアーゼとして働いたりしているものの、これらのタンパク質の機能は断片的にしか解明されておらず、不明な部分も多い。これらの非構造タンパク質のコード領域は、ゲノムの3'末端側に位置している。
| 非構造タンパク質 | 特徴 |
| ---------------- | --- |
| NS1              | ウイルスの複製、特に複製複合体を調節する役割を持つ。                                                                                                |
| NS2A             | ウイルスの複製やビリオンの構築、自然免疫応答の調節など、多くの役割を持つ。                                                                          |
| NS2B             | NS3の補因子であり、NS2B-NS3プロテアーゼ複合体を形成する。末端部には3つの膜ドメインがあり、プロテアーゼをウイルス誘導膜に結合するために重要である。  |
| NS3              | ポリプロテインを切断し、成熟タンパク質の産生を担うセリンプロテアーゼ。ヘリカーゼなどとしても機能する。                                              |
| NS4A             | ウイルス複製の補因子であり、特にNS3のヘリカーゼ活性を調節する。                                                                                     |
| NS4B             | インターフェロンシグナルの伝達を阻害する役割を持つ。                                                                                                |
| NS5              | WNVゲノムの中で最大のタンパク質であり、最も保存性が高い。メチルトランスフェラーゼやRNA依存性RNAポリメラーゼとして機能するが、校正機能は存在しない。 |

## 生活環
ウエストナイルウイルスが宿主となる動物の血流に侵入すると、エンベロープタンパク質Eが標的細胞の表面にあるグリコサミノグリカンと呼ばれる接着因子に結合する。これらの因子はウイルスが細胞に侵入する際に重要となるが、そのために一次受容体との結合が必要となる。一次受容体にはDC-SIGNやDC-SIGN-R、インテグリンαVβ3といったものが含まれ、これらの受容体と結合することで、ウイルスはクラスリン介在性エンドサイトーシスによって細胞に侵入する。
エンドソームの酸性環境はエンドソームの膜とウイルスの膜の融合を触媒し、ゲノムを細胞質に放出できるようになる。一本鎖プラス鎖RNAは小胞体上でポリプロテインとして翻訳された後、宿主のプロテアーゼとウイルス由来のNS2B-NS3プロテアーゼによって切断され、成熟したタンパク質が作られる。
自身のゲノムを複製するため、RNAポリメラーゼであるタンパク質NS5は他の非構造タンパク質と複製複合体を形成し、一本鎖マイナス鎖RNAの中間体を生成する。生成されたマイナス鎖は、プラス鎖の合成の鋳型として機能する。合成されたプラス鎖は、カプシドタンパク質Cによってビリオン内に詰め込まれる。ウイルスの残りの部分は、小胞体とゴルジ体を介して組み立てられ、非感染性の未成熟なビリオンとなる。その後、タンパク質Eがグリコシル化され、タンパク質prMがフリンによって切断されMとなることで、感染性を持った成熟したビリオンが形成される。こうして形成された成熟したウイルスは細胞表面から細胞外へと分泌される。

## 系統

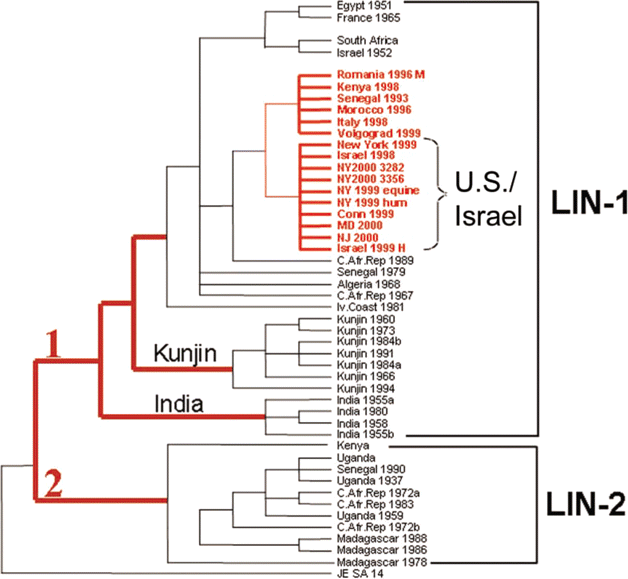
全ゲノムシーケンス中のエンベロープ遺伝子の配列決定に基づくウエストナイルウイルスの系統樹

ウエストナイルウイルスはセントルイス脳炎ウイルスやマレーバレー脳炎ウイルスといったフラビウイルスと同様に、日本脳炎血清型群に分類される。系統樹解析の結果、ウエストナイルウイルスは約1000年前に新たなウイルスとして発現したことが判明している。最初のウイルスは、異なる2つの系統へと進化していった。系統1（右図のLIN-1）のウイルスは、西アフリカや中東、東ヨーロッパ、アメリカ、オーストラリアなど世界中に分布している。系統1は1aから1cまで細分化されており、1aには北アフリカや中部アフリカ、ヨーロッパ、中東、南北アメリカで分離された株が、1bには主にオーストラリアに分布しているクンジンウイルスが、1cにはインドで分離された株が含まれている。1aの中でも、アメリカやイスラエルで分離した株（右図のU.S./Israel）は他の1aの株と比べて、鳥類の致死率が高いことが知られている。このため、カナダのケベック州にて実用化された、ウイルスの流行を監視するシステムでは、カラス科の鳥の死亡数も判断材料として用いられた。
系統2（右図のLIN-2）のウイルスは、アフリカ大陸の中でも主にサハラ砂漠より南部の地域と、マダガスカル島に分布していたものの、2008年にハンガリーにて、ウマ18頭から系統樹2由来のウイルスが検出されたことで、ヨーロッパでの感染が確認された。また南アフリカ共和国では、これまで系統樹1由来のウイルスは確認されていなかったものの、2010年に牝馬と流産した胎児から検出され、初めての感染例となった。
当初は北アメリカ大陸には分布していなかったものの、1999年8月から10月にかけて初めてアメリカにて人と馬で感染が確認され、その後にカナダや中南米地域にも分布が拡大している。主にヒトやウマ、鳥類での感染例がある。しかし、2002年にはトロントの動物園にて死亡したオスのバーバリーマカクからウエストナイルウイルスが検出されたことで、ヒト以外のサル目の動物にも感染することが判明した。また、2007年には、アメリカ・テキサス州にてシャチがウイルスに感染することが判明したため、宿主域にクジラ目の動物が追加された。

## 宿主域と伝染

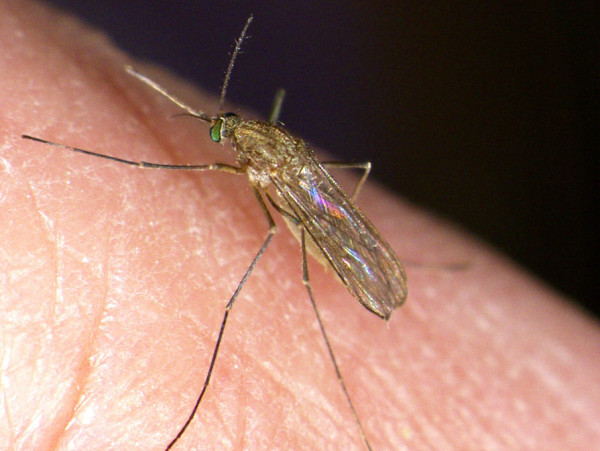
ウエストナイルウイルスの媒介者となるアカイエカ

ウエストナイルウイルスの自然宿主は鳥類とカである。特に鳥類においては、300種以上の鳥が感染することが判明している。この内、アメリカガラスやアオカケス、キジオライチョウを含む複数の鳥類は感染によって死亡するものの、その他の鳥は感染しても死亡しないことが判明している。また、コマツグミやイエスズメが、ヨーロッパや北米の都市において最も重大な保因宿主であると考えられている。この他に、北米に生息する鳥の中では、チャイロツグミモドキやネコマネドリ、ショウジョウコウカンチョウ、マネシツグミ、モリツグミに加え、ハト科の鳥などの抗体保有率が高いことも判明している。
ウエストナイルウイルスは多くの種類のカから検出されているが、感染拡大の要因となるカは、アカイエカ（学名：Culex pipiens）やネッタイイエカ（学名：Culex quinquefasciatus）、Culex salinarius、Culex nigripalpus、Culex erraticusなどが含まれるイエカ属である。日本ではアカイエカやネッタイイエカの他に、チカイエカやヒトスジシマカが重要な媒介蚊となる可能性があると指摘されている。また、感染実験は軟ダニを媒介者として用いることで実証されているものの、自然感染ではベクターとして役割を果たす可能性は低いとみられている。
ウエストナイルウイルスの宿主域は非常に広く、ヒトやヒト以外のサル目の動物に加え、ウマやイヌ、ネコなど少なくとも30種以上の哺乳類が感染する可能性があることが知られている。しかし、ヒトやウマと違い、イヌやネコは感染しても症状を発症しないとみられている。哺乳類以外では、ワニやヘビ、トカゲ、カエルといった爬虫類や両生類の動物も感染することが判明している。哺乳類はウイルス血症となる可能性が比較的低く、別のカに感染させることはあるが、そのカが感染源となることがほとんどないため、終末宿主であると考えられている。また、一部の鳥も終末宿主であることが判明している。
ウエストナイルウイルスは、鳥とカの間で感染環を形成することで伝染するウイルスである。また、直接的な接触や感染した鳥の死骸の捕食、汚染水を飲むといった行為により感染することもある。さらに、メスのカとその子孫の間で垂直感染が起こることがあり、ウイルスが越冬する上で重要なメカニズムである可能性がある。地方では単に鳥とカの間で感染サイクルを形成するものの、都市部ではウイルスに感染した鳥から血を吸ったカがヒトを刺すことで感染させることがある。この感染には鳥とヒトの両方に吸血嗜好性を持つカが必要であり、こうしたカのことをブリッジベクターと呼ぶ。カを介さない感染経路として、妊婦が感染したことによる胎児への感染や授乳、輸血、臓器移植等による感染例等が報告されているものの、これらの感染が起きることは稀であると考えられている。鳥とは異なり、上記以外ではヒト-ヒト感染は発生しないと考えられている。

## 症状

### ヒト
ヒトにとって、ウエストナイルウイルスはウエストナイル熱を引き起こす病原体として知られている。アメリカ疾病予防管理センター（CDC）によれば、感染者の約80 %は無症状であるが、残りの約20 %の人は発熱や頭痛、嘔吐、下痢などといった中程度の症状を発症し、完治までに数週間から数か月を要することになる。このうち、約150人に1人の割合で、脳炎や髄膜炎、痙攣、筋力・視力低下等の深刻な症状を発症し、重体になることがある。ヒトが脳炎を発症する原因として、ウイルス感染によりサイトカインの1種であるケモカインが増加し、血液脳関門を透過させるからであると判明している。また、神経系の症状を発症した患者の死亡率は約10 %であり、60歳以上の高齢者やがん、糖尿病、高血圧を持病に持つ人、臓器移植を受けた人は重症になりやすい。ナイル川デルタなど、歴史上流行したことのある地域の住民は、無症状または軽度の症状の発症を経験したことのある人が多い。アメリカでは疑わしい症状を発症した場合、主に抗体検査を用いることが多い。これらの症状に対する明確な治療法は確立していないものの、鎮痛剤が役立つ可能性があるといわれている。

### ウマ
ウマも発症することがまれであり、発症率は8 %程であるといわれている。発症しても運動失調や発熱などの軽症であることが多いものの、脳脊髄炎等の重度の神経疾患を患うことがある。このため、現在はウマ用のワクチンが利用可能である。これらのワクチンが開発される以前は、北米での致死率が約40 %もあり、数万匹ものウマが死亡した。

## 発見の経緯
「ウエストナイルウイルス」という名称は、ウガンダの西ナイル地方が由来である。1937年当時、ウガンダのエンテベには、ロックフェラー財団によって設立された黄熱病の研究所があり、アメリカ人の研究者が黄熱ウイルスの分離作業を行っていた。ある日、発熱した現地に住む女性の血液から初めてこのウイルスを分離することに成功した。この女性が西ナイル地方に居住していたため、ウエストナイルウイルスと命名した。女性の症状は軽度の発熱のみであったため、しばらく行方不明であったものの、未知のウイルスを分離した研究者らが必死で捜索し、発見後に検査したところ、女性の血清からウイルスの中和抗体が検出された。
その後、分離したウイルスをネズミに投与すると、ネズミが脳炎を発症したため、研究者らは1940年にアメリカ熱帯医学会（ASTMH）に神経に影響を与える新種のウイルスを発見したという論文を寄稿した。

## 感染の特徴
CDCによれば、温帯の地域でのウエストナイルウイルスの流行には季節性があることが判明している。北アメリカやヨーロッパ、地中海沿岸の温帯地域では、7月から10月ごろがピークであると考えられている。実際、アメリカでの感染報告のうち、そのほとんどは8月と9月に集中している。このピークの時期は地域差があり、湿度の高い地域ではピークの期間が長くなると考えられている。すべての年齢層の人が同様に感染する可能性があるものの、高齢者は神経浸潤性疾患の罹患率や死亡率が他の年齢層に比べて高いことが判明している。

## 予防
2019年時点で4種類の獣医用ワクチンが市販されているものの、ヒト用ワクチンとして第III相試験へと進んだワクチンは存在していない。ヒト用ワクチンとして複数の候補薬が開発されているものの、使用が許可されたワクチンは未だない。このため、ウエストナイルウイルスの感染予防対策は、人が感染した蚊と接触することを避けることに焦点を置いている。その方法として、自己防衛と蚊の駆除の2つが挙げられている。自己防衛の手段としては、蚊が活発に活動する夜間の外出を控える、屋外では長袖、長ズボン、靴下を着用する、ディートを含む防虫剤やペルメトリンを使用するといったものがある。また、網戸や蚊帳を利用して、蚊が室内に入らないようにすることでも予防しやすくなると考えられている。
蚊の駆除作業は、アメリカでは主に自治体ごとに行われ、蚊の監視や生息地での駆除、溜まった水の排水などが実施されている。このほかに、鳥類を監視するシステムの利用も感染予防に効果的であると考えられている。アメリカでは、鳥の死骸はウエストナイルウイルスや鳥インフルエンザといった感染症の早期発見に役立つ可能性があることから、CDCは鳥の死骸を発見した場合に州の保健局などへ連絡を入れるよう要請している。

## 気候変動による影響

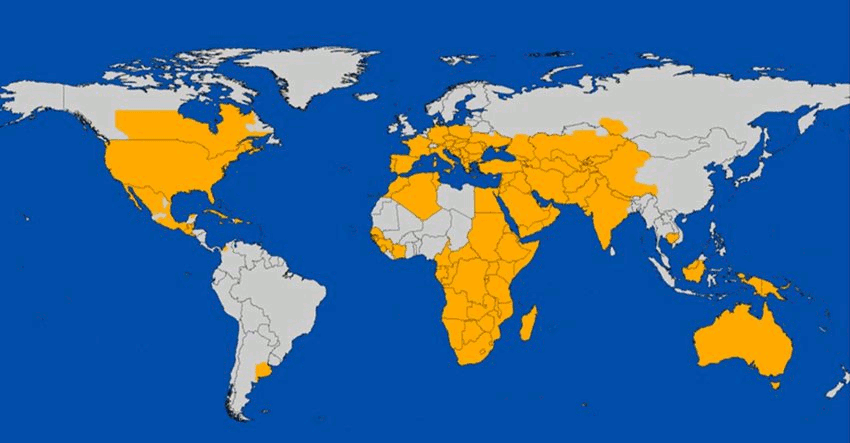
ウエストナイルウイルスの分布図。CDC作成。

気候変動は人の健康に様々な影響を与える。この影響は複雑であり、その規模や時期は環境条件や人の脆弱性によって変化する。こういった影響の1つにウエストナイル熱などの媒介性疾患の発生がある。気候変動はウイルスの出現率や出現範囲、季節性などに変化を与えることで、ウイルスの分布に変化を与える。このため、気候変動はこれらの感染症の疫学に変化を与える大きな環境要因であると考えられている。
降水量や温度、風など気候変動の影響を受けるものは、蚊の生存率や繁殖率、生息地、分布数などに影響を与える可能性がある。周囲温度は、感染した蚊の発生時期や人の感染者の増減に関する地理的変動に影響を与えるため、ウイルスの複製や伝播に影響を与える。例として、温度が上昇すると、ウイルスの複製速度や進化する速度が大きくなり、ウイルスの感染効率が高まる。また、冬から春の気温が高くなると、夏に発生する蚊が増えるため、感染の危険性が高まる。同様に、降水量が増加することで蚊の繁殖がより活発になり、感染の危険性が高まる。この他に、風によって、ウイルスを持つ蚊が移動するため、ウイルス拡散の要因になりうる。

## 日本での感染
ウエストナイルウイルスはアフリカや中東、ヨーロッパ、アメリカ、オーストラリアなど様々な地域に分布していることが判明しているが、日本国内での感染例は存在しない。しかし、2005年10月3日には、アメリカに滞在していた人物がウエストナイル熱を発症したことが判明し、初の輸入症例として報告された。